# Priscus

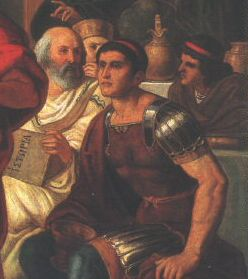
Priscus (till vänster med skägg) med romerska ambassaden vid Attilas hov, hållande sin bok ΙΣΤΟΡΙΑ (Historia, vilken konstnären felstavade till ΙΣΤΩΡΙΑ). (Detalj från Mór Thans ”Attilas gästabud”)

Priscus, född cirka 410 i Pannonien, död cirka 474, var en östromersk diplomat, lärare och historiker. Priscus var kejsar Theodosius II:s rådgivare och lärare i historia och retorik. Han var följeslagare till Maximinus, ambassadören till Theodosius II, under resan till Attilas hov år 448. Under Marcianus regeringstid deltog han också i uppdrag i Arabia petraea och Aegyptus.
Priscus författade åtta böcker (den bysantinska historien). Endast fragment av det arbetet har bevarats, men beskrivningen av Attila och hans hov samt mottagande av romerska ambassadörer är ett värdefullt stycke samtidshistoria. Hans skrifter företer en ovanlig opartiskhet och objektivitet. 
Priscus skrifter användes av Jordanes, Prokopius av Caesarea och andra historiker.